# Sydney Track Classic 2021
Das Sydney Track Classic 2021 war eine Leichtathletik-Veranstaltung die am 13. März 2021 im Sydney Olympic Park Aquatic Centre (SOPAC) in der Hauptstadt des Bundesstaates New South Wales, Sydney stattfand. Es war die vierte Veranstaltung der World Athletics Continental Tour und zählt zu den Bronze-Meetings, der dritthöchsten Kategorie dieser Leichtathletik-Serie. Zudem ist es Teil der Australian Athletics Tour Tour.

## Resultate

### Männer

#### 200 m
| Platz | Athlet           | Land | Zeit (s) |
| ----- | ---------------- | ---- | -------- |
| 1     | Joshua Azzopardi | AUS  | 20,95 PB |
| 2     | Will Roberts     | AUS  | 21,08 PB |
| 3     | Michael Romanin  | AUS  | 21,17    |
| 4     | Alex Hartmann    | AUS  | 21,19    |
| 5     | Jordan Sarmento  | AUS  | 21,22 SB |
| 6     | Mitchell O’Neill | AUS  | 21,57    |
|       | Will Johns       | AUS  | DNS      |

Wind: +0,2 m/s

#### 800 m
| Platz | Athlet            | Land | Zeit (min) |
| ----- | ----------------- | ---- | ---------- |
| 1     | Peter Bol         | AUS  | 1:46,12    |
| 2     | Jack Lunn         | AUS  | 1:46,71 PB |
| 3     | Jeffrey Riseley   | AUS  | 1:46,86 SB |
| 4     | Brad Mathas       | NZL  | 1:47,15    |
| 5     | Charlie Jeffreson | AUS  | 1:47,93 PB |
| 6     | Lachlan Raper     | AUS  | 1:48,01    |
| 7     | Mason Cohen       | AUS  | 1:48,72    |
| 8     | Jared West        | AUS  | 1:48,97    |
| 9     | Jared Micallef    | AUS  | 1:49,27    |
|       | Luke Mathews      | AUS  | DNF        |
|       | Joseph Deng       | AUS  | DNF (Pace) |

#### 110 m Hürden
| Platz | Athlet           | Land | Zeit (s)    |
| ----- | ---------------- | ---- | ----------- |
| 1     | Nicholas Hough   | AUS  | 13,61 WL SB |
| 2     | Nicholas Andrews | AUS  | 13,66 PB    |
| 3     | Jacob McCorry    | AUS  | 14,04 SB    |
| 4     | Alec Diamond     | AUS  | 14,58 PB    |
| 5     | Noah Rogers      | AUS  | 14,92 SB    |
| 6     | Alex Schaffer    | AUS  | 15,28       |

Wind: +1,0 m/s

#### Stabhochsprung
| Platz | Athlet           | Land | Höhe (m) |
| ----- | ---------------- | ---- | -------- |
| 1     | Kurtis Marschall | AUS  | 5,75     |
| 2     | Angus Armstrong  | AUS  | 5,30 =SB |
| 3     | Jack Downey      | AUS  | 5,00     |

#### Dreisprung
| Platz | Athletin       | Land | Weite (m) |
| ----- | -------------- | ---- | --------- |
| 1     | Julian Konle   | AUS  | 16,42 SB  |
| 2     | Shemaiah James | AUS  | 16,25 SB  |
| 3     | Ayo Ore        | AUS  | 16,01     |
| 4     | Erek Lukowski  | AUS  | 15,03 PB  |
| 5     | Ebuka Okpala   | NZL  | 14,89 w   |
| 6     | Angus Wood     | AUS  | 14,38     |

#### Kugelstoßen
| Platz | Athlet                | Land | Weite (m) |
| ----- | --------------------- | ---- | --------- |
| 1     | Damien Birkinhead     | AUS  | 19,34     |
| 2     | Alexander Kolesnikoff | AUS  | 18,97     |
| 3     | Aiden Harvey          | AUS  | 18,36 SB  |
| 4     | Matthew Cowie         | AUS  | 17,13     |
| 5     | Todd Hodgetts         | AUS  | 15,14     |

#### Diskuswurf
| Platz | Athlet             | Land | Weite (m) |
| ----- | ------------------ | ---- | --------- |
| 1     | Mitchell Cooper    | AUS  | 57,05 SB  |
| 2     | Daniel Kirki (F44) | AUS  | 51,66     |
| 3     | Alec Diamond       | AUS  | 45,63 SB  |

#### Hammerwurf
| Platz | Athlet          | Land | Weite (m) |
| ----- | --------------- | ---- | --------- |
| 1     | Costa Kousparis | AUS  | 66,56     |
| 2     | Timothy Heyes   | AUS  | 64,82     |

### Frauen

#### 200 m
| Platz | Athlet               | Land | Zeit (s)    |
| ----- | -------------------- | ---- | ----------- |
| 1     | Riley Day            | AUS  | 22,77 WL PB |
| 2     | Monique Quirk        | AUS  | 23,41       |
| 3     | Bronte Carroll       | AUS  | 23,61 PB    |
| 4     | Larissa Pasternatsky | AUS  | 23,64       |
| 5     | Sophia Fighera       | AUS  | 23,64 PB    |
| 6     | Kristie Edwards      | AUS  | 23,81 SB    |
| 7     | Katie Smee           | AUS  | 24,12       |

Wind: +2,0 m/s

#### 300 m
| Platz | Athlet                  | Land | Zeit (s)    |
| ----- | ----------------------- | ---- | ----------- |
| 1     | Bendere Oboya           | AUS  | 36,71 WL PB |
| 2     | Anneliese Rubie-Renshaw | AUS  | 37,79 PB    |
| 3     | Jessica Thornton        | AUS  | 37,94 PB    |

#### 800 m
| Platz | Athlet                 | Land | Zeit (min) |
| ----- | ---------------------- | ---- | ---------- |
| 1     | Linden Hall            | AUS  | 2:01,27 PB |
| 2     | Catriona Bisset        | AUS  | 2:01,58    |
| 3     | Brittany Kaan          | AUS  | 2:03,70    |
| 4     | Keely Small            | AUS  | 2:03,92    |
| 5     | Isabella Thornton-Bott | AUS  | 2:05,29    |
| 6     | Hannah Cox             | AUS  | 2:07,32    |
| 7     | Georgia Wassall        | AUS  | 2:07,51    |
| 8     | Sidney Burrell         | AUS  | 2:07,88 PB |
| 9     | Nicola Hogg            | AUS  | 2:10,87    |
|       | Sally Guthrie          | AUS  | DNF (Pace) |

#### 5000 m
| Platz        | Athlet            | Land       | Zeit (min)  |
| ------------ | ----------------- | ---------- | ----------- |
| 1            | Andrea Seccafien  | CAN        | 15:25,62 SB |
| 2            | Jenny Blundell    | AUS        | 15:25,84 SB |
| 3            | Isobel Batt-Doyle | AUS        | 15:26,60    |
| 4            | Genevieve Gregson | AUS        | 15:27,43 SB |
| 5            | Rose Davies       | AUS        | 15:37,02 SB |
| 6            | Melissa Duncan    | AUS        | 15:45,29 SB |
| 7            | Paige Campbell    | AUS        | 15:46,91 SB |
| 8            | Caitlin Adams     | AUS        | 15:50,70 SB |
| 9            | Leanne Pompeani   | AUS        | 15:51,91 PB |
| 10           | Ruby Smee         | AUS        | 16:01,81 PB |
| 11           | Lauren Ryan       | AUS        | 16:07,55 SB |
| 12           | Lauren Reid       | AUS        | 16:10,13    |
| 13           | Olga Firsová      | CZE        | 16:11,11 PB |
| 14           | Annabel White     | AUS        | 16:45,69 PB |
| 15           | Rosie Weber       | AUS        | 17:11,70    |
|              | Imogen Gardiner   | AUS        | DNF (Pace)  |
| Kate Spencer | AUS               | DNF (Pace) |             |

#### 100 m Hürden
| Platz | Athlet         | Land | Zeit (s) |
| ----- | -------------- | ---- | -------- |
| 1     | Liz Clay       | AUS  | 12,88    |
| 2     | Hannah Jones   | AUS  | 13,01 PB |
| 3     | Abbie Taddeo   | AUS  | 13,06    |
| 4     | Celeste Mucci  | AUS  | 13,15    |
| 5     | Imogen Breslin | AUS  | 13,60    |
| 6     | Carla Takchi   | AUS  | 13,84 PB |

Wind: +1,3 m/s

#### 400 m Hürden
| Platz | Athlet           | Land | Zeit (s) |
| ----- | ---------------- | ---- | -------- |
| 1     | Lauren Boden     | AUS  | 56,99    |
| 2     | Genevieve Cowie  | AUS  | 58,81    |
| 3     | Brodee Mate      | AUS  | 60,27    |
| 4     | Ashleigh Palmer  | AUS  | 61,10    |
| 5     | Susie Douglas    | AUS  | 61,78 SB |
| 6     | Susie Seitaridis | AUS  | 61,86 PB |
|       | Sara Klein       | AUS  | DNF      |

#### Stabhochsprung
| Platz | Athletin             | Land | Höhe (m)   |
| ----- | -------------------- | ---- | ---------- |
| 1     | Nina Kennedy         | AUS  | 4,82 WL NR |
| 2     | Liz Parnov           | AUS  | 4,50 SB    |
| 3     | Courtney Smallacombe | AUS  | 4,07       |
| 3     | Elyssia Kenshole     | AUS  | 4,07 SB    |
| 5     | Lauren Hyde-Cooling  | AUS  | 3,92       |

#### Dreisprung
| Platz | Athlet          | Land | Weite (m) |
| ----- | --------------- | ---- | --------- |
| 1     | Erin Guy        | AUS  | 12,86 w   |
| 2     | Tara Wyllie     | AUS  | 12,51     |
| 3     | Emilaya Ellis   | AUS  | 12,51     |
| 4     | Tahla Pont      | AUS  | 12,33     |
| 5     | Jasmine Fountas | AUS  | 12,21     |
| 6     | Brooke Gordon   | AUS  | 12,04 w   |

#### Kugelstoßen
| Platz | Athletin            | Land | Weite (m) |
| ----- | ------------------- | ---- | --------- |
| 1     | Alysha Burnett      | AUS  | 14,41 PB  |
| 2     | Sally Shokry        | AUS  | 13,95 PB  |
| 3     | Alysha Pearson      | AUS  | 12,77     |
| 4     | Yasenaca Denicaucau | AUS  | 12,69 SB  |

#### Diskuswurf
| Platz | Athletin               | Land | Weite (m) |
| ----- | ---------------------- | ---- | --------- |
| 1     | Dani Stevens           | AUS  | 63,36 SB  |
| 2     | Taryn Gollshewsky      | AUS  | 59,94 SB  |
| 3     | Jade Lally             | GBR  | 59,26     |
| 4     | Kimberley Mulhall      | AUS  | 51,73 SB  |
| 5     | Ashlyn Blackstock      | AUS  | 49,79 SB  |
| 6     | Sally Shokry           | AUS  | 48,43 SB  |
| 7     | Kelly Hunter           | AUS  | 42,44     |
| 8     | Samantha Schmidt (F38) | AUS  | 33,66     |

#### Hammerwurf
| Platz | Athletin            | Land | Weite (m) |
| ----- | ------------------- | ---- | --------- |
| 1     | Alexandra Hulley    | AUS  | 65,12     |
| 2     | Yasenaca Denicaucau | AUS  | 51,59 SB  |
| 3     | Renee Hardy         | AUS  | 50,86 PB  |
| 4     | Sarah Ringrose      | AUS  | 47,65     |
| 5     | Alysha Pearson      | AUS  | 46,53     |
| 6     | Maria Cimino        | AUS  | 41,11 PB  |